# الكسندر اجنخفسكي
الكسندر اجنخفسكي (بالسيريلية الصربية: Александар Игњовски) (27 يناير 1991 ببلغراد في إقليم القائد العسكري في صربيا - ) هو لاعب كرة قدم صربي في مركز الظهير. شارك مع منتخب صربيا تحت 19 سنة لكرة القدم ومنتخب صربيا تحت 21 سنة لكرة القدم ومنتخب صربيا لكرة القدم. أما مع النوادي، فقد لعب مع آينتراخت فرانكفورت وفيردر بريمن وميونخ 1860 ونادي أو إف كيه بيوغراد.

## مسيرته الكروية
لعب الكسندر اجنخفسكي خلال مسيرته الاحترافية مع 8 أندية في اثنا عشر موسمًا وسجل خلالها 4 أهداف ضمن 231 مباراة. ولم يفز بأي موسم بالكأس أو بالدوري.
خاض الكسندر اجنخفسكي مسيرته مع نادي أو إف كيه بيوغراد في موسم 2008–09 لمدة موسم واحد، مشاركًا في 23 مباراة سجل خلالها 3 أهداف. ثم انتقل إلى نادي ميونخ 1860 في موسم 2009–10 ولمدة موسمين، حيث شارك في 53 مباراة ولم يسجل أي هدف. لينتقل بعدها إلى نادي فيردر بريمن في موسم 2011–12 واستمر معه طيلة ثلاثة مواسم، مشاركًا في 60 مباراة سجل خلالها هدفًا واحدًا. ثم انتقل إلى نادي آينتراخت فرانكفورت في موسم 2014–15 ولمدة موسمين، مشاركًا في 38 مباراة ولم يسجل أي هدف. هذا وانتقل لاحقًا إلى نادي فرايبورغ في موسم 2016–17 لمدة موسم واحد، مشاركًا في 19 مباراة ولم يسجل أي هدف أيضًا. ثم انتقل بعدها إلى نادي فرايبورغ II ‏ في موسم 2017–18 لمدة موسم واحد، لم يشارك في أي مباراة ولم يسجل أي هدف أيضًا. ليعود وينتقل من جديد، لكن هذه المرة إلى نادي ماغديبورغ في موسم 2018–19 لمدة موسم واحد، مشاركًا في 17 مباراة ولم يسجل أي هدف أيضًا. لينتقل بعدها إلى نادي هولشتاين كيل في موسم 2019–20 لمدة موسم واحد، مشاركًا في 21 مباراة ولم يسجل أي هدف أيضًا.

## وصلات خارجية
- الكسندر اجنخفسكي على موقع قاعدة بيانات كرة القدم.إي يو (الإنجليزية)
- الكسندر اجنخفسكي على موقع بيانات كرة القدم. دي إي (الألمانية)
- الكسندر اجنخفسكي على موقع ناشيونال فوتبول تيمز (الإنجليزية)
- الكسندر اجنخفسكي على موقع Soccerway.com (الإنجليزية)
- الكسندر اجنخفسكي على موقع عالم كرة القدم.نت (الإنجليزية)
- الكسندر اجنخفسكي على موقع AS.com (الإسبانية)